# Wrotkarstwo na Letniej Uniwersjadzie 2017
Wrotkarstwo na Letniej Uniwersjadzie 2017 – zawody we wrotkarstwie rozegrane w dniach 21–26 sierpnia na Yingfeng Riverside Park Roller Sports Rink podczas letniej uniwersjady w Tajpej. Udział wzięło 104 zawodników w 16 konkurencjach.

## Medaliści
Mężczyźni
| Konkurencja                     | Złoto           | Srebro           | Brąz              |
| Jazda na czas na 300 m          | Kim Jin-young   | Kao Mao-chieh    | Hong Seung-gi     |
| Sprint na 500 m                 | Hong Seung-gi   | César Núñez      | Jaime Uribe       |
| Sprint na 1000 m                | Huang Yu-lin    | Ko Fu-shiuan     | Jeong Byeong-kwan |
| Wyścig punktowy na 10 000 m     | Chen Yan-cheng  | Ko Fu-shiuan     | Carlos Pérez      |
| Wyścig eliminacyjny na 15 000 m | Carlos Franco   | Ko Fu-shiuan     | Carlos Pérez      |
| Slalom                          | Pan Yushuo      | Chen Yu-chi      | Wu Dong-yan       |
| Maraton                         | Choi Gwang-ho   | Carlos Pérez     | Giuseppe Bramante |
| Sztafeta na 3000 m              | Chińskie Tajpej | Korea Południowa | Kolumbia          |

Kobiety
| Konkurencja                     | Złoto           | Srebro           | Brąz              |
| Jazda na czas na 300 m          | An Yi-seul      | Chen Ying-chu    | Shin So-yeong     |
| Sprint na 500 m                 | Chen Ying-chu   | María Timms      | Yang Ho-chen      |
| Sprint na 1000 m                | Yang Ho-chen    | Li Meng-chu      | An Yi-seul        |
| Wyścig punktowy na 10 000 m     | Yang Ho-chen    | Li Meng-chu      | Yu Ga-ram         |
| Wyścig eliminacyjny na 15 000 m | Yang Ho-chen    | Li Meng-chu      | María Gil         |
| Slalom                          | Liang Hsuan-min | Wang Jia-wei     | Kristina Łysienko |
| Maraton                         | Yang Ho-chen    | Li Meng-chu      | María Guerra      |
| Sztafeta na 3000 m              | Chińskie Tajpej | Korea Południowa | Kolumbia          |

## Klasyfikacja medalowa
| Miejsce | Reprezentacja    | Złoto | Srebro | Brąz | Razem |
| ------- | ---------------- | ----- | ------ | ---- | ----- |
| 1.      | Chińskie Tajpej  | 10    | 11     | 2    | 23    |
| 2.      | Korea Południowa | 4     | 2      | 5    | 11    |
| 3.      | Kolumbia         | 1     | 3      | 7    | 11    |
| 4.      | Chiny            | 1     | 0      | 0    | 1     |
| 5.      | Rosja            | 0     | 0      | 1    | 1     |
| 5.      | Włochy           | 0     | 0      | 1    | 1     |